# Wengelsdorf
Wengelsdorf este o comună din landul Saxonia-Anhalt, Germania.